# Sépeaux
Sépeaux est une ancienne commune française, située dans le département de l'Yonne en région Bourgogne-Franche-Comté, devenue, le 1er janvier 2016, une commune déléguée de la commune nouvelle de Sépeaux-Saint-Romain.

## Géographie

### Localisation
Situé entre Saint-Romain-le-Preux et Précy-sur-Vrin, le village est à côté de la D 943 et de l'A6 (autoroute du Soleil), qui passe à 350 m du centre ville ; la sortie  18 de l'autoroute est sur son territoire, au sud-est du bourg. La commune s'étend sur 8 kilomètres dans sa plus grande longueur Est-Ouest.

### Lieux-dits et écarts

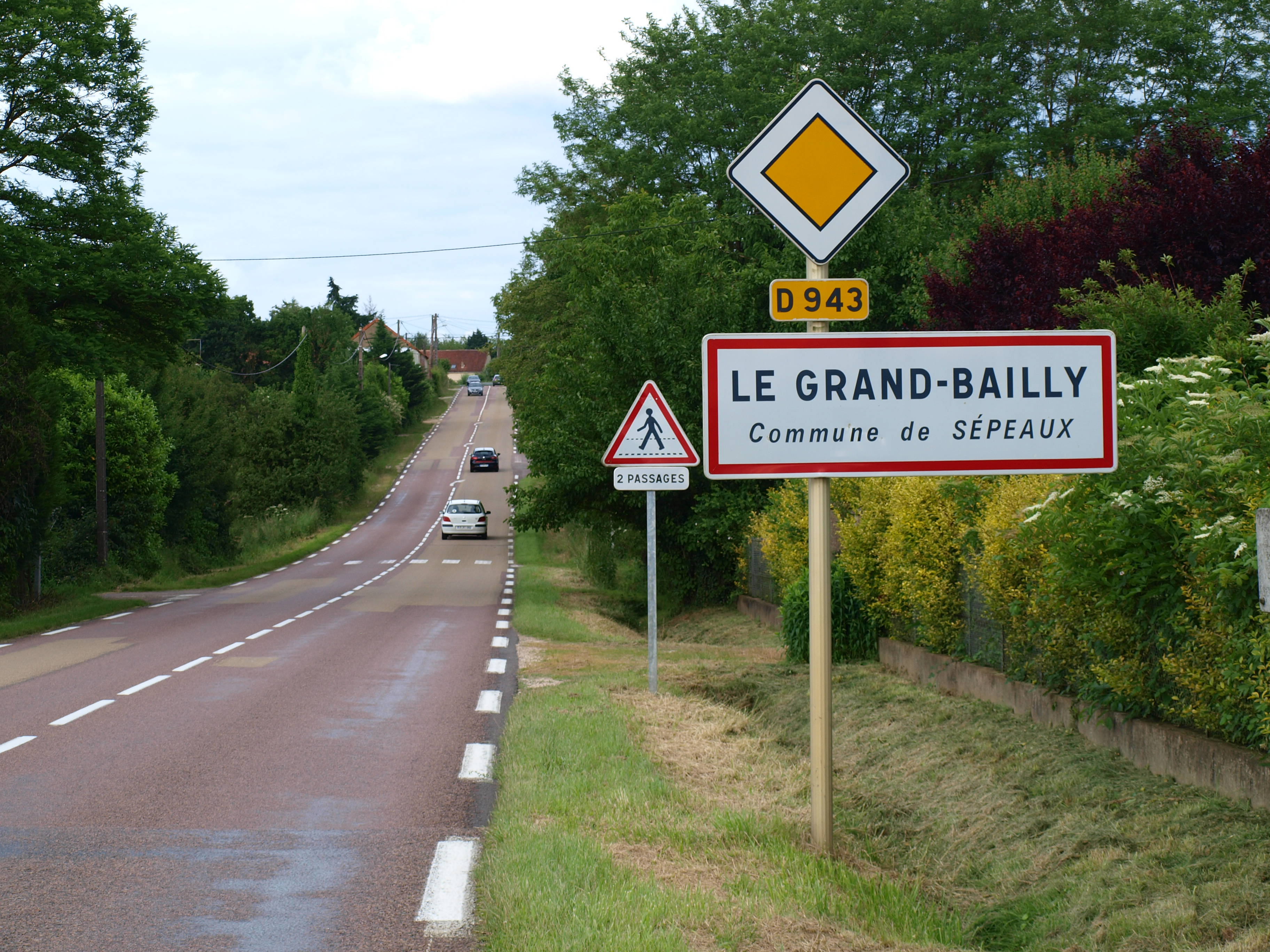
Le Grand Bailly

Les lieux-dits suivis d'une astérisque sont situés à l'écart de la route indiquée.
B
- Le Grand Bailly,        Rte de Joigny (D 943)
- Le Petit Bailly,         Rte de la Creuse Voie (ancne rte de Joigny)
- Les Bourderons*,         Rte de La Ferté (D 3)
- Les Buissonnets*,        Rte des Écharlis (ouest)

C
- Champoury*,              Rte de Montargis (D 943)
- Les Charlots*,           Rte des Écharlis (nord-ouest)
- Les Coudrois*,           Rte de La Ferté (D 3)
- La Cour d'Aman*, Ferme,  Rte de Montargis (D 943)
- La Croix aux Oies,       Rte de la Creuse Voie (ancne rte de Joigny)

E
- L'Étang*, Ferme,         Rte de Montargis (D 943)

F
- La Fosse Simon,          Rte du Preux

G
- La Gougeatière*,         Rte de Montargis (D 943)
- Les Grillots*,           Rte de Joigny (D 943)
- Les Gruets*,             Rte de La Ferté (D 3)
- Les Guiberts*,           Rte des Écharlis (nord-ouest)

H
- Les Gabots*,             Rte de Précy-sur-Vrin (D 3)

L
- Lugues-Fontaine*, Ferme, Rte de Précy-sur-Vrin (D 3)

M
- Moulin Croisé*,          Rte de Précy-sur-Vrin (D 3)

P
- Les Pillards*,           Rte des Écharlis (nord-ouest)
- Le Preux,                Rte du Preux

Q
- Les Quatre Arpents*,     Rte de Montargis (D 943)

R
- Les Raquins*,            Rte de La Ferté (D 3)

S
- Les Sables*,             Rte de La Ferté (D 3)

T
- Les Trouvés*,            Rte des Écharlis (nord-ouest)

V
- Les Vaudots*,            Rte de Précy-sur-Vrin (D 3)
- Vent de Bise,            Rte de la Creuse Voie (ancne rte de Joigny)

### Hydrographie
Le territoire est marqué avant tout par la vallée du Vrin, qui coule du sud au nord et arrose le bourg. Son coteau ouest près de Sépeaux, où est sis le lieu-dit les Pillards, grimpe de 25 m d'altitude sur 150 m linéaires (à vol d'oiseau), ce qui fait déjà une belle pente de près de 17 % d'inclinaison.
Dans Sépeaux même, le Vrin reçoit en rive gauche un affluent de 3,6 km de long venant également du sud, de l'étang des Chevaliers au sud-ouest de la Ferté-Loupière. Ce ru a lui aussi marqué le relief en creusant sa vallée tout aussi abrupte vers Champoury.
La A6 au sud de Sépeaux suit à peu près le lit d'un troisième cours d'eau, maintenant à moitié disparu (il en reste des vestiges sur la commune de Saint-Romain), qui a entaillé le coteau Est du Vrin à peu près au niveau du bourg ; c'est la vallée d'Auxerre. Enfin, la D 943 suit elle aussi la vallée d'un cours d'eau disparu ; 
c'est la vallée d'Arquebise, orientée est-ouest.
Sépeaux est donc, à l'identique de la commune voisine Précy, dans une cuvette entre plusieurs collines (à l'est comme à l'ouest).

### Géologie et relief
Le terrain se compose surtout de champs aux alentours du village, comme toute campagne. Le plateau sur la commune à l'ouest de Sépeaux, environ 900 ha, est pratiquement désert : les Trouvés, les Pillards et les Buissonnets sont en bord de coteau, les Guiberts en sont à 300 m, les Charlots à 500 m. Au-delà, on a au sud-ouest la Ferme d'Aman, la Ferme de l'Etang, et plus au sud la Gougeatière ; et au nord-ouest, les Bouchots. 

C'est sur ce plateau ouest que l'on trouve l'étang de Sépeaux, belle pièce d'eau de plus de 13 ha accompagnée de marais, tourbières et autres terrains humides, et entourée de bois qui se prolongent vers un beau massif boisé couvrant le nord-ouest de la commune. Toute cette partie ouest, soit environ 300 ha, est couverte par une ZNIEFF (voir plus bas), doublée d'une deuxième de 110 ha sur l'étang et ses alentours.

## Histoire

### Préhistoire et Antiquité
La préhistoire néolithique a laissé des traces à Sépeaux où l'on trouve un menhir et où ont été découvertes des haches préparées aujourd'hui conservées au musée d'Auxerre.

### Au Moyen Âge
Au Moyen Âge le village s'appelle en latin Septempilis, c'est-à-dire vraisemblablement "Les Sept Pieux", et en ancien français français Sepols (XIIe siècle).
Il relevait pour le temporel de la châtellenie de Joigny, et pour le spirituel de l'archidiaconé du Gâtinais dans le diocèse de Sens.
Entre 1120 et 1139 est mentionné à deux reprises un certain Geoffroy curé de Sépeaux (Gaufridus presbiter de Septempilis, Galfridus presbiter Septempilorum).
En 1151 l'archevêque de Sens fait mention d'une possession des moines des Echarlis à Sépeaux: il s'agit d'un secteur boisé qu'on veut défricher pour y faire des prés.
En 1152, le curé s'appelle Anseau (Ansallus, presbiter de Septempilis).
Le 6 janvier 1222, le chevalier Renaud de Sépeaux (dominus Renaudus de Septempilis) jure avec les autres chevaliers de la châtellenie de Joigny que si le comte Pierre ne remettait pas à la comtesse le château de Joigny lorsqu’il en serait requis, ils se donneraient à elle et à son fils, le comte.
En septembre 1223, vente, par Étienne de Marsangy, d’une partie des dîmes de Sépeaux aux chanoines de Saint-Thomas de Sens, et approuvée par Jean, curé de Sépeaux (Johannes, presbyter de Septempilis). Les grains y sont mesurés « à la mesure de la ville de Sépeaux » (ad mensuram ville de Septempilis).
Le 13 août 1280, un acte conservé par le monastère parisien de Saint-Martin-des-Champs fait mention d'un certain prêtre apparemment originaire de ce village, ou de la famille des chevaliers de Sépeaux, Guy de Sépeaux (domnum Guidonem de Septempilis presbiterum)
Pendant le deuxième tiers du XIVe siècle, par suite des troubles de la guerre de Cent Ans, le village est totalement dépeuplé et abandonné. Il est progressivement réinvesti par de nouveaux habitants. Tout un dossier de témoignages est recueilli en 1494 par les chanoines de Sens au sujet de cette interruption. Il a été édité en 1866. Voici un extrait d'un témoignage recueilli auprès d'un vieillard à ce sujet en 1494 : « Il se souvient que le vicaire de l’archidiacre et un témoin qui devaient faire la visite de l’église paroissiale du dit Sépeaux se rendirent sur les lieux qu’il trouvèrent totalement désolé et inhabité, et l’église entourée de toutes parts d’épines, de buissons, et d’arbres, et qu’ils ne purent entrer dans la dite église parce qu’ils ne trouvèrent personne qui habitât en cet endroit ».

### À l'époque moderne

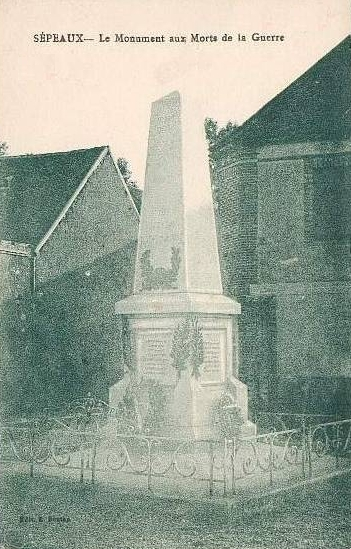
Monument aux morts de Sépeaux
sur une carte postale ancienne

Sépeaux formait, avec La Celle-Saint-Cyr, Cézy, Champvallon, Saint-Romain-le-Preux et Villiers-sur-Tholon, une enclave du bailliage de Troyes située entre ceux de Sens et Montargis.

## Politique et administration
| Période                                  | Période                     | Identité         | Étiquette | Qualité |
| ---------------------------------------- | --------------------------- | ---------------- | --------- | ------- |
| Les données manquantes sont à compléter. |                             |                  |           |         |
|                                          | En cours (au 30 avril 2014) | Bernard Rebesche |           |         |

## Démographie
L'évolution du nombre d'habitants est connue à travers les recensements de la population effectués dans la commune depuis 1793. À partir du 1er janvier 2009, les populations légales des communes sont publiées annuellement dans le cadre d'un recensement qui repose désormais sur une collecte d'information annuelle, concernant successivement tous les territoires communaux au cours d'une période de cinq ans. 
Pour les communes de moins de 10 000 habitants, une enquête de recensement portant sur toute la population est réalisée tous les cinq ans, les populations légales des années intermédiaires étant quant à elles estimées par interpolation ou extrapolation. Pour la commune, le premier recensement exhaustif entrant dans le cadre du nouveau dispositif a été réalisé en 2006,.
En 2013, la commune comptait 422 habitants, en évolution de +0,24 % par rapport à 2008 (Yonne : −0,46 %, France hors Mayotte : +2,49 %).
| 1793 | 1800 | 1806 | 1821 | 1831 | 1836 | 1841 | 1846 | 1851 |
| ---- | ---- | ---- | ---- | ---- | ---- | ---- | ---- | ---- |
| 659  | 648  | 628  | 623  | 702  | 733  | 762  | 793  | 791  |

| 1856 | 1861 | 1866 | 1872 | 1876 | 1881 | 1886 | 1891 | 1896 |
| ---- | ---- | ---- | ---- | ---- | ---- | ---- | ---- | ---- |
| 776  | 833  | 830  | 800  | 771  | 765  | 805  | 788  | 745  |

| 1901 | 1906 | 1911 | 1921 | 1926 | 1931 | 1936 | 1946 | 1954 |
| ---- | ---- | ---- | ---- | ---- | ---- | ---- | ---- | ---- |
| 680  | 669  | 621  | 548  | 511  | 480  | 486  | 448  | 468  |

| 1962 | 1968 | 1975 | 1982 | 1990 | 1999 | 2006 | 2011 | 2013 |
| ---- | ---- | ---- | ---- | ---- | ---- | ---- | ---- | ---- |
| 432  | 377  | 395  | 405  | 345  | 385  | 418  | 423  | 422  |

## Économie
Élevage piscicole sur le Vrin en bordure sud de la commune.

## Culture locale et patrimoine

### Lieux et monuments

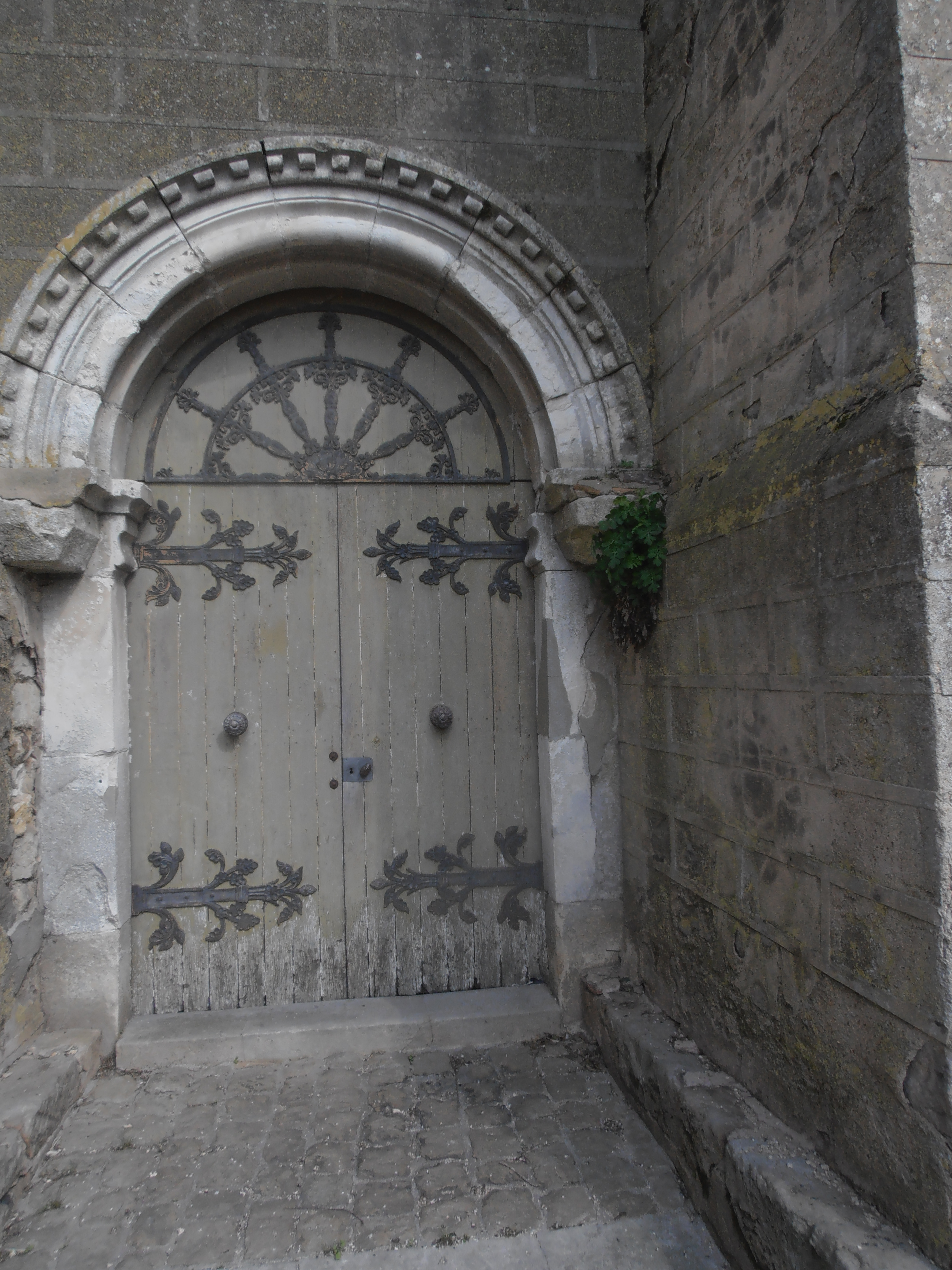
La porte à archivolte

L'Église Saint-Martin-et-Saint-Marc, dont certaines parties remontent au XIIe siècle (portail à archivolte sculptée et base de la tour), avec une voûte ogivale en bois.
La cloche en bronze de 1783, classée en 1992 monument historique au titre d'objet, elle comporte comme inscription sur 5 lignes  :   
LAN 1783 IAI ETE BENITE PAR Me SAVINIEN CLAVDE VALETTE CVRE DE SEPAVX ET NOMMEE MARTINE VICTOIRE PAR Me IEAN BAPTISTE 
CORNEBIZE PROCVREVR FILS DE Me IEAN CORNEBISE LE JEVNE S PROCVREVR FISCAL DE SEPAVX ET DE Dlle MAGELEINE MALLET PETIT FILS 
DE Me IEAN CORNEBIZE Le NOTAIRE ET CONTROLEVR DES ACTES ET PAR LA MAREINE Dlle VICTOIRE BARBIZE FILLE DV Sr EVSTACHE BARBIZE 
MARCHAND ET DE Delle IEANNE CALMVS AVGVSTIN RIBIER SINDIC LOVIS JOSEPH BEVLARD ET CLAVDE IMBERT MARGVILLIERS 
LEON BARBIZE Md DE BOIS BEVLARD ET IANNETTE DE LA PIERRE
L'encensoir du XVe siècle, en cuivre argenté, classé Monuments historiques au titre objet 1992 
- Deux monuments aux morts (l'un sur la grand place et l'autre devant l'église).
- Mairie.
- Étang de Sépeaux.
- Rives du Vrin.
- Bois.
- Salle Polyvalente.

### Vie locale
- Les activités locales sont essentiellement l'agriculture et la pisciculture.
- Une boîte de nuit, À la belle époque.
- Deux écoles primaires dont une qui a fermé comprenant les classes de CE2, CM1 et CM2 (les classes antérieures étant gérées par Saint-Romain-le-Preux mais que celle-ci a malheureusement  fermé,  (CP, CE1 et accessoirement CE2) et Précy actuellement toujours ouverte (classes maternelles).
- L'église relève du secteur paroissial d’Aillant-sur-Tholon et de La Ferté-Loupière.
- Fête communale le 3e dimanche de mai.
- Musée du silex et des fossiles, Chez Mr Caron (Maire adjoint)

### Patrimoine naturel
La commune inclut deux zones naturelles d'intérêt écologique, faunistique et floristique (ZNIEFF) :
La ZNIEFF des étangs, prairies et forêts du Gâtinais sud oriental, vise un habitat d'eaux douces stagnantes ; les autres habitats inclus dans la zone sont des eaux courantes, des prairies humides et mégaphorbiaies, et des bois.
Sur la commune, elle couvre deux zones. La première, environ 25 ha dans le sud-ouest, est centrée sur les Grandes Bruyères et en bordure du grand bois de la Rivière. La deuxième, environ 300 ha d'un seul tenant en limite de communes avec Chevillon, Villefranche et Précy-sur-Vrin, inclut l'étang de Sépeaux vers le sud-ouest de la commune, le ru qui en part vers le nord, les zones humides et bois environnants, et les bois communaux et bois des Corbières au nord-ouest.
La ZNIEFF de l'étang de Sépeaux, soit 110 ha centrés sur l'étang de Sépeaux, dont le milieu déterminant est aussi les eaux douces stagnantes, et incluant aussi prairies humides et mégaphorbiaies, bois, tourbières et marais. On y trouve le paon du Jour, le machaon, des chevreuils, rats musqués et sangliers, et 82 espèces d'oiseaux.

### Personnalités liées à la commune
- Jacques Tenon, né à Sépeaux le 21 février 1724 et mort à Massy (Essonne) le 16 janvier 1816, fut un célèbre chirurgien et hygiéniste. Reçu en mai 1759 à l’Académie des sciences, il contribua à la reconstruction en 1783 de l’Hôtel-Dieu de Paris. Il publia alors un célèbre Mémoire sur les hôpitaux de Paris[22]. Élu député en 1791, il fut le premier président du Comité de secours publics, et commanda la première enquête générale en date sur les hôpitaux de France. Sa maison de Massy, ville où il se retira pour  fuir les excès de la Révolution, appartient actuellement aux Orphelins apprentis d'Auteuil. Son nom est porté par un hôpital parisien et par une école de Massy.
- Famille Ribière
- Louis Jean-Baptiste Cornebize (1767-1846), baron Cornebize et de l'Empire (1814), né à Sépeaux. Engagé volontaire le 8 septembre 1792, il fait toutes les campagnes de la Révolution et de l’Empire. Il est colonel du 16e régiment d'infanterie légère en 1813 puis du 1er régiment d'infanterie de ligne en 1814. Il se rallie aux Bourbons, leur reste fidèle pendant les Cent-Jours et obtient sous la Restauration les commandements du Régiment du Roi (1814), de la légion départementale du Loiret puis de celle de la Marne. Il est maréchal de camp à titre honorifique (1825) avant sa mise à la retraite (1826). Commandant de la Légion d'Honneur (1814) et chevalier de Saint-Louis (1814)[23],[24].

## Pour approfondir